# Castillo de Torún

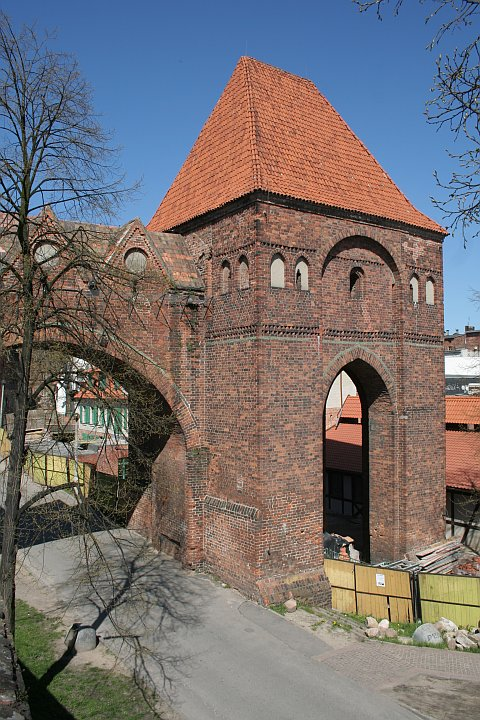
Torre de aguas residuales

Ubicación en el barrio medieval de Torún

El castillo de Torún es un castillo teutónico del siglo XIII situado en Torún (Polonia). El castillo forma parte del ciudad medieval de Torún, declarado Patrimonio de la Humanidad por la UNESCO en Polonia.

## Historia
El castillo de Torún fue uno de los primeros castillos construidos por la Orden en la tierra que el duque Conrado I de Mazovia les había cedido. La construcción comenzó a mediados del siglo XIII, en 1255, y duró cien años. Fue el primer castillo teutónico en la región de Chełmno. La nueva ciudad de Torún creció gracias a la construcción de las fortificaciones. El valor histórico del castillo deriva del hecho de que fue la base de los Caballeros Teutónicos cuando comenzaron sus primeras misiones de colonización pagana de los prusianos, y  la posterior formación del Estado Teutónico. La primera función conocida del castillo fue la de ser residencia de un comendador teutónico.
Solo una pequeña parte del castillo ha sobrevivido hasta hoy, debido a las numerosas destrucciones que sufrió a lo largo de los siglos, incluida la destrucción principal durante una rebelión de la ciudad en 1454 La ciudad se rebeló el 4 de febrero de 1454. Pocos días después, la débil guarnición teutónica negoció una capitulación según la cual se le autorizaba a abandonar el castillo y la ciudad. Muy rápido, el 8 de febrero de 1454, el castillo fue saqueado y el Ayuntamiento de Torún decidió que era mejor destruirlo para evitar que los caballeros teutónicos volvieran a ocupar el castillo. Este evento marcó el comienzo de la Guerra de los Trece Años (1454-1466).
El castillo fue completamente excavado, reconstruido y reconocido como un monumento histórico en 1966 durante la celebración en la República Popular de Polonia del 500 aniversario del Tratado de Espina.

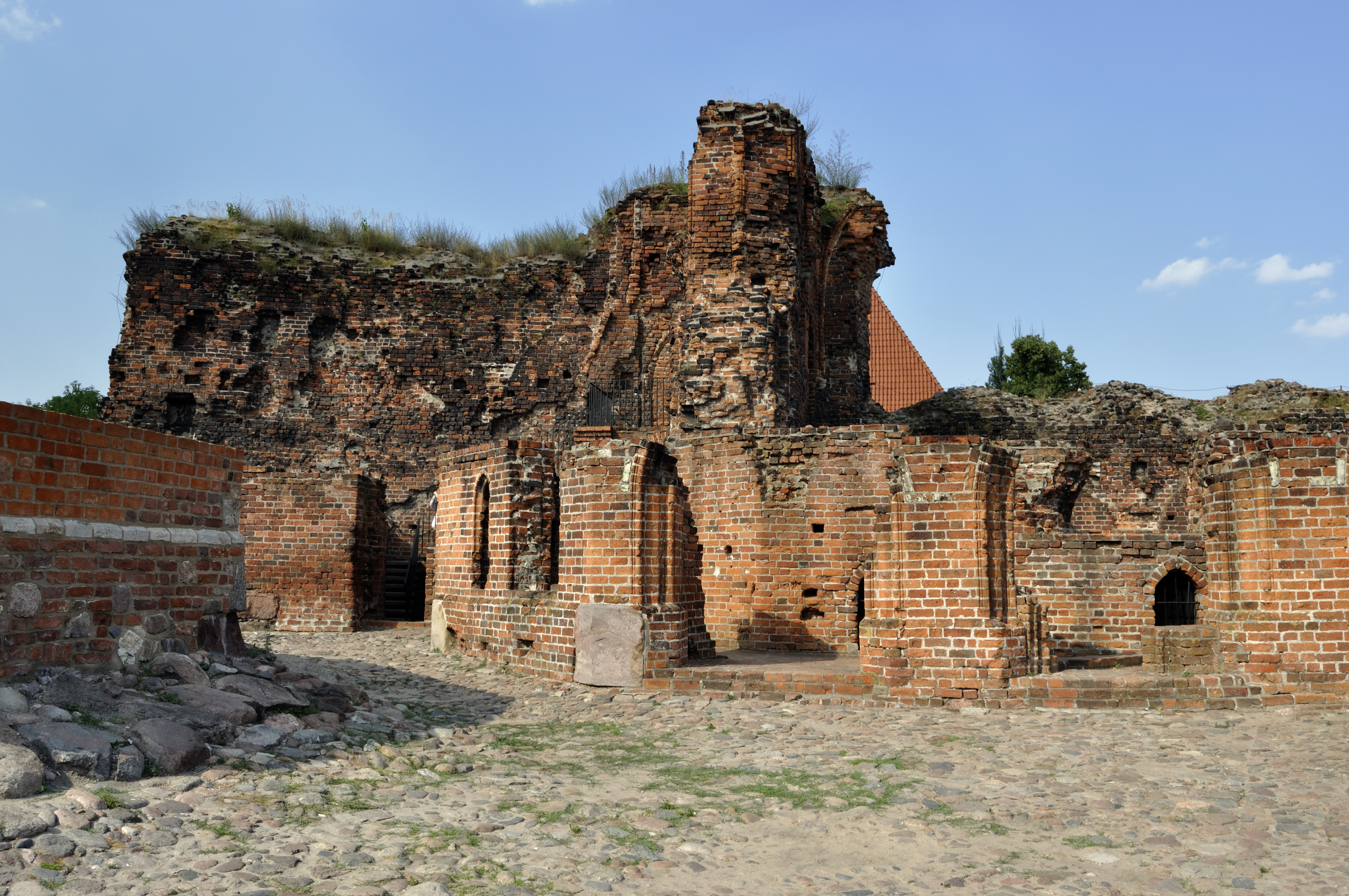
Ruinas del Castillo

## Arquitectura
A diferencia de los castillos teutónicos construidos más tarde, no se construyó sobre una base rectangular con cuatro alas. El castillo tiene solo dos alas dispuestas en forma de herradura.
La parte más grande del castillo que aún se conserva es la torre de saneamiento (ver Letrinas ). La torre está ubicada sobre una corriente que fluye hacia el Vístula.
La otra parte preservada del castillo incluye las celdas que ahora están en exhibición permanente. Estas celdas, el arsenal, la cocina, el dormitorio, el scriptorium y la bóveda, se encuentran principalmente en las bóvedas del palacio.